# Рита Морено
Роса Долорес Алверио Маркано (шп. Rosa Dolores Alverío Marcano; Умакао, 11. децембар 1931), познатија као Рита Морено (шп. Rita Moreno), порториканска је глумица и певачица.

## Филмографија
| Улоге Рита Морено |                         |               |           |           |
| Година            | Српски назив            | Изворни назив | Улога     | Напомена  |
| 1956.             | Краљ и ја               |               | Туптим    |           |
| 1961.             | Прича са западне стране |               | Анита     |           |
| 1968.             | Ноћ следећег дана       |               | Ви        |           |
| 1997–2003.        | Оз                      |               |           | ТВ серија |
| 2021.             | Прича са западне стране |               | Валентина |           |